# 월터리드 미군의료센터
월터리드 미군의료센터(Walter Reed Army Medical Center)는 미국 워싱턴DC에 위치한 미군 병원이었다. 2011년에 폐원했다. 2020년 기준으로는 월터리드 국립 군의료센터(Walter Reed National Military Medical Center)로 이전했다.

## 역사
워싱턴DC 남서쪽의 땅을 조지 워싱턴이 군사 보호 구역으로 지정했다. 이곳에 위치한 포트 맥네어는 웨스트포인트, 칼라일 배럭스 다음으로 미국에서 계속 사용되는 세 번째로 오래된 미군 시설이다. 애너코스티아 강과 포토맥 강이 합류하는 지점에 위치하여 국가 수도를 방어 할 수 있는 장소였다. 1791년에는 무기고로 사용되어 국가 방위에 중요한 역할을 했으며, 1839년부터 1862년까지 최초의 미국 연방 교도소가 위치했다. 또한 이 병원은 황열병이 직접적인 접촉보다는 모기에 의해 전염된다는 사실을 확인한 육군 내과의사 월터 리드 소령의 이름을 따서 1909년 5월 1일 설립되었다.
월터리드 미육군 소령은 1881년부터 1882년까지 외과 군의관으로 이곳에서 복무했다. 다른 임무를 수행 한 후 그는 육군 의학 박물관의 의학 교수 겸 큐레이터로 돌아 왔다. 그의 역학 연구 중 일부에는 워싱턴 배럭스에서의 연구가 포함되어 있으며, 황열병 전파를 발견한 것으로 가장 잘 알려져 있다. 1902년 리드 소령은 이곳에서 맹장염으로 응급 수술을 받았으며, 합병증으로 이곳에서 사망했다.
월터리드엔 각 분야의 일류 의사 800여명을 비롯해 직원 3500명이 근무한다. 1일 평균 외래환자 수는 2500명, 1일 입원환자 수는 약 250명, 총 병상 수는 398개다. 20개 진료과목을 운영하고 있으며, 화상센터와 외상 후 스트레스장애센터, 재활센터는 각국 의사들이 찾아와 노하우를 배워갈 정도다.
2011년 9월, 월터리드 군병원은 기지재배치 계획에 따라 역시 최고 수준의 군 병원인 인근 메릴랜드 베세스다의 해군국립병원(NNMC) 부지로 이전, 통합되어 월터리드 국립 군의료센터(Walter Reed National Military Medical Center)이 되었다. 13억달러(약 1조4000억원)가 투입된 이 프로젝트로 월터리드·NNMC 통합병원은 100만m2 부지의 최신 시설에 의료진 포함 1만여명이 근무하고 연간 100만명 이상의 환자를 수용할 수 있는 초대형 군 의료 복합시설로 거듭났다.

## 같이 보기
- 월터리드 국립 군의료센터 (Walter Reed National Military Medical Center)